# Ronaldo Damião
Ronaldo Damião (Araguari, 10 de dezembro de 1950) é um médico brasileiro.
Foi eleito membro da Academia Nacional de Medicina em 2002, ocupando a Cadeira 27, que tem como patrono Augusto Brandão Filho.